# Nora Tveit
Nora Tveit, née le 19 décembre 2002 à Forus, est une coureuse cycliste norvégienne, spécialiste de la piste et concourant périodiquement sur la route.

## Biographie
Depuis le début des années 2020, Nora Tveit est la deuxième cycliste norvégienne à succès international sur piste aux côtés d'Anita Yvonne Stenberg. Ce n’est que depuis 2021 que le pays dispose d’un vélodrome couvert, la Sola Arena. Jusqu'à cette année, les cyclistes sur piste norvégiens devaient s'entraîner et participer à leurs championnats nationaux à l'extérieur du pays.
En 2021, elle signe avec l'équipe cycliste Coop–Repsol avant de devenir double championne national de la poursuite individuel et du contre-la-montre de 500 mètres. En 2023, elle prend la troisième place de la course à élimination aux championnats d'Europe espoirs et devient championne nationale dans cette discipline.
En 2022 et 2023, Nora termine troisième du Circuit de Borsele,.

## Palmarès sur route

### Par années
- 2020
  -  Championne de Norvège du critérium juniors
  - 3e du championnat de Norvège sur route juniors
- 2021
  -  Championne de Norvège du critérium
- 2022
  - 3e du Circuit de Borsele
- 2023
  - 3e du Circuit de Borsele
- 2024
  - Wielerronde van Oploo
  - PK Vlaams-Brabant
  - 3e du Tour de Zuiderzee
  - 3e du Tour de Grote van Gerwen
  - 3e de Wilsele
  - 5e du championnat d'Europe sur route espoirs

### Classements mondiaux
| Année                                 | 2022 | 2023 | 2024 |
| ------------------------------------- | ---- | ---- | ---- |
| Classement UCI                        | 261e | 369e | 344e |
|                                       |      |      |      |
| Légende : nc = non classéSource : UCI |      |      |      |

## Palmarès sur piste

### Championnats d'Europe
| Édition / Épreuve        | Keirin | Scratch | Élimination |
| Apeldoorn 2021 (espoirs) | 10e    | 8e      | 10e         |
| Munich 2022 (espoirs)    |        | 7e      | 6e          |
| Anadia 2023 (espoirs)    |        |         | Bronze      |
| Cottbus 2024 (espoirs)   |        | Bronze  |             |

### Championnats nationaux
- 2021
  -  Championne de Norvège du 500 mètres et de la poursuite individuelle
- 2022
  - 2e de la vitesse, du 500 mètres, du scratch, de la course aux points, de l'omnuim et de l'élimination.
- 2023
  -  Championne de Norvège de l'élimination
  - 2e de la vitesse, du 500 mètres, du scratch, de la course aux points et de l'omnuim .

### Autres
- 2021
  - 3e du keirin à Cottbuser Nächte
  - 3e de l'américaine à Ballerup
- 2022
  - 2e de l'omnium à Sommer GP
  - 3e du GP Odense (classement final)
  - 3e de la course aux points à Frankfurt
  - 3e du scratch et de l'omnium du GP Norvège
- 2023
  - Américaine et Omnium à Sommer GP
  - Américaine à Niels Fredborgs Aeresløb
  - 2e de l'élimination à Ballerup
  - 3e de l'élimination à Singen
- 2024
  - Scratch et Elimination à Darmstadt
  - 2e de l'américaine aux six jours de Bremen
  - 2e de la course aux points à Silbernen Eulen von Ludwigshafen
  - 2e de l'omnium à Singen